# Jade Galbraith
Jade Galbraith (* 2. März 1982 in Hinton, Alberta) ist ein kanadischer Eishockeyspieler, der seit der Saison 2014/15 bei den Dundee Stars in der EIHL unter Vertrag steht.

## Karriere

### Seine ersten Jahre
Jade Galbraiths erste größere Station im Eishockeysport war der Verein Drayton Valley Thunder. Bei diesem gab er in der Saison 1998/99 sein Debüt in der Alberta Junior Hockey League. Er stand dort für zwei Saisons auf dem Eis, ehe er ins Team der University of Alaska Anchorage wechselte. Für dieses absolvierte er jedoch nur drei Spiele. Die restliche Saison 2000/01 verbrachte Galbraith in der Western Hockey League beim Team der Saskatoon Blades.

### ECHL-Jahre
Seine nächste Saison (2002/03) spielte er in der ECHL bei den Atlantic City Boardwalk Bullies. Mit diesem Verein gewann Galbraith den Kelly Cup.
In der darauffolgenden Saison spielte Galbraith für vier verschiedene Vereine: Seine erste Station waren die Florence Pride. Nach vier Spielen im Trikot der Prides wechselte er zu den Dayton Bombers. Diese verließ er jedoch nach 16 Spielen in Richtung Cincinnati Cyclones. Er unterstützte den Sturm der Cyclones für 24 Spiele. Seine letzte Station in der Saison 2003/04 waren die Pensacola Ice Pilots. Für diese bestritt er auch den Beginn der Saison 2004/05. In dieser Saison stand Galbraith auch noch für die Louisiana IceGators auf dem Eis. Zur Saison 2005/06 wechselte er zu den San Diego Gulls, die er aber nach sieben Spielen schon wieder in Richtung Victoria Salmon Kings, für die Galbraith die restliche Saison spielte.

### Engagement in Deutschland
Zur Saison 2006/07 wechselte Jade Galbraith nach Deutschland in die Oberliga zum 10-fachen Deutschen Eishockeymeister SC Riessersee. Am Ende dieser Saison wurde er zum besten Flügelspieler gekürt. Außerdem war er mit 45 Toren der beste Torschütze der Liga. Er war der Most Valuable Player (MVA) dieser Saison.
Zur folgenden Saison wechselte Galbraith in die Deutsche Eishockey Liga zum EV Duisburg. Der Vertrag wurde jedoch schon nach sechs Ligaspielen aufgelöst. Grund dafür war eine Anfrage vom EHC München, welcher Galbraith verpflichten wollte. Galbraith setzte sich daraufhin beim sportlichen Leiter des EV Duisburg ein, der Anfrage nachzukommen, da er sich in der 2. Bundesliga, in der der EHC München spielte, mehr Einsatzzeiten versprach. In München absolvierte Galbraith 44 Spiele, um dann in die EIHL zu spielen.

### Zeit in der EIHL
In der Elite Ice Hockey League absolvierte Jade Galbraith fünf Saisons: Die ersten drei davon für die Nottingham Panthers, die anderen beiden für Braehead Clan. In der Saison 2009/10 gewann er mit den Nottingham Panthers den Challenge Cup der EIHL. Außerdem erzielte er mit 57 Assists die meisten der ganzen Saison und wurde außerdem ins EIHL All-Star First Team aufgenommen.
Den Challenge Cup konnte er mit den Panthers auch in der nächsten Saison 2010/11 erreichen. Weiterhin gewannen die Nottingham Panthers die Ligaplayoffs. Er war wieder der Spieler mit den meisten Assists, diesmal 65 an der Zahl und war Teil der EIHL-Auswahl, die gegen die NHL-Mannschaft Boston Bruins antrat.
In der Saison 2011/12, in der er seine erste Saison für Braehead Clan spielte, wurde Galbraith erneut ins EIHL All-Star First Team berufen. Er erzielte erneut die meisten Assists, 63 an der Zahl und mit 101 Scorerpunkten die meisten der Saison. Er wurde daraufhin zum IHJUK-EIHL-Spieler des Jahres gewählt.

### Wechsel in die Niederlande und erneutes EIHL-Engagement
In der Saison 2013/14 spielte Galbraith für die Heerenveen Flyers in der Eredivisie, wechselte aber zur darauffolgenden Saison wieder in die EIHL zu den Dundee Stars.

### ESBG-Allstar-Game
Jade Galbraith nahm 2007 am ESBG-Allstar-Game statt. Zu dieser zeit stand er beim SC Riessersee unter Vertrag. Er stand wie sein Teamkollege Mark McArthur aufgrund seiner kanadischen Herkunft im Kader des Teams United Nations. Er war mit 150 km/h unter den Top 3 beim Schlagschusswettbewerb, konnte sich in der Entscheidungsrunde jedoch nicht durchsetzen.

## Erfolge und Auszeichnungen
- 2002/03 ECHL: Kelly Cup Champion (Atlantic City Boardwalk Bullies)
- 2006/07 Oberliga: Bester Flügelspieler, Meiste Tore und Most Valuable Player (SC Riessersee)
- 2009/10 EIHL: All-Star First Team, Challenge Cup Champion und Meiste Assists (57) (Nottingham Panthers)
- 2010/11 EIHL: Challenge Cup Champion, Meiste Assists (65) und Playoff Champion (Nottingham Panthers)
- 2011/12: EIHL: All-Star First Team, Meiste Assists (63), Meiste Punkte (101) und Spieler des Jahres (Braehead Clan)

## Karrierestatistik
(Legende zur Spielerstatistik: Sp oder GP = absolvierte Spiele; T oder G = erzielte Tore; V oder A = erzielte Assists; Pkt oder Pts = erzielte Scorerpunkte; SM oder PIM = erhaltene Strafminuten; +/− = Plus/Minus-Bilanz; PP = erzielte Überzahltore; SH = erzielte Unterzahltore; GW = erzielte Siegtore; 1 Play-downs/Relegation; Kursiv: Statistik nicht vollständig)